# Sơ tán do đại dịch COVID-19
Bài viết này liệt kê các đợt sơ tán được thực hiện do đại dịch COVID-19.
Virus SARS-CoV-2 được xác định lần đầu tiên tại thành phố Vũ Hán, Hồ Bắc, Trung Quốc vào giữa tháng 12 năm 2019, khi một nhóm người có triệu chứng viêm phổi mà không rõ nguyên nhân, đồng thời các biện pháp điều trị khi đó không tỏ ra hiệu quả. Virus corona mới có những đặc điểm tương tự với hội chứng hô hấp cấp tính nặng (SARS) và hội chứng hô hấp Trung Đông (MERS). Trong vòng vài tuần, hàng nghìn người tại Vũ Hán, thủ phủ tỉnh Hồ Bắc, bị nhiễm bệnh, và chính quyền trung ương Trung Quốc phải thực hiện các biện pháp kiểm soát mạnh, bao gồm cả việc phong tỏa toàn tỉnh Hồ Bắc.
Do lệnh phong tỏa Vũ Hán và Hồ Bắc cùng với sự lây lan của dịch tại khu vực này, nhiều nước đã lên kế hoạch sơ tán công dân và/hoặc các nhân viên ngoại giao khỏi những nơi này. Các đợt sơ tán này chủ yếu được thực hiện qua các chuyến bay thuê của nước thực hiện sơ tán, được các nhà chức trách Trung Quốc cho phép hoạt động. Nhật Bản, Ấn Độ, Hoa Kỳ, Pháp, Úc, Sri Lanka, Đức và Thái Lan nằm trong số những nước đầu tiên lên kế hoạch sơ tán công dân. Pakistan cho biết nước này sẽ không sơ tán công dân ở Trung Quốc do cơ sở vật chất trong nước không đủ để điều trị cho những công dân bị nhiễm bệnh trở về.

## Danh sách đợt sơ tán
Danh sách này không đầy đủ, bạn cũng có thể giúp mở rộng danh sách.
| Ngày đi                 | Nước thực hiện   | Số người                        | Quốc tịch                                                            | Nơi đi                                           | Nơi đến | Ghi chú |
| ----------------------- | ---------------- | ------------------------------- | -------------------------------------------------------------------- | ------------------------------------------------ | --- | --- |
| 24-27 tháng 1 năm 2020  | Việt Nam         | 200                             | 200                                                                  | Sân bay quốc tế Đà Nẵng Sân bay quốc tế Cam Ranh | Sân bay quốc tế Thiên Hà Vũ Hán | Việt Nam cho phép bốn chuyến bay ngoại lệ đưa du khách và những người khác từ Vũ Hán trở về nhà từ 24-27 tháng 1, đồng thời sắp xếp một chuyến bay sơ tán công dân và nhân viên ngoại giao. |
| 29 tháng 1 năm 2020     | Úc · New Zealand | 300 (ước tính)                  |                                                                      | Sân bay quốc tế Thiên Hà Vũ Hán                  | | Ngày 29 tháng 1, Úc và New Zealand tuyên bố hợp tác nhằm sơ tán công dân khỏi Vũ Hán. Có khoảng 50–82 người New Zealand ở Vũ Hán và 600 người Úc ở Hồ Bắc, trong đó có 140 trẻ em Úc tại Vũ Hán. Chính phủ New Zealand thuê một chiếc máy bay Boeing 777-200ER từ hãng hàng không quốc gia Air New Zealand nhằm hỗ trợ cho chiến dịch sơ tán và đã được quan chức Trung Quốc đồng ý. While prioritising New Zealand nationals, Australian and citizens were also be carried. |
| 29 tháng 1 năm 2020     | Hoa Kỳ           | 195                             |                                                                      | Sân bay quốc tế Thiên Hà Vũ Hán                  | Căn cứ không quân dự bị March | Chuyến bay sơ tán đầu tiên của Hoa Kỳ, có một điểm dừng lấy nhiên liệu tại Anchorage. |
| 29 tháng 1 năm 2020     | Nhật Bản         | 206                             |                                                                      | Sân bay quốc tế Thiên Hà Vũ Hán                  | Sân bay Haneda | Đây là chuyến bay sơ tán đầu tiên của Nhật Bản. Ba hành khách sau đó có kết quả dương tính với virus, hai trong số đó không có triệu chứng. |
| 30 tháng 1 năm 2020     | Nhật Bản         | 210                             |                                                                      | Sân bay quốc tế Thiên Hà Vũ Hán                  | Sân bay Haneda | Đây là chuyến bay thứ hai của Nhật Bản từ Vũ Hán. |
| 30 tháng 1 năm 2020     | Singapore        | 92                              |                                                                      | Sân bay quốc tế Thiên Hà Vũ Hán                  | Sân bay Changi Singapore | Công dân Singapore được sơ tán khỏi Vũ Hán trên chuyến bay đặc biệt của Scoot, với thành viên phi hành đoàn là những tình nguyện viên của hãng. Tuy nhiên, không phải tất cả người Singapore đều được lên chuyến bay; một số người biểu hiện triệu chứng trước khi lên máy bay. Hai hành khách sau đó được xác nhận là hai ca nhiễm đầu tiên tại Singapore. Cả hai đều không có triệu chứng trong chuyến bay nhưng được phát hiện sốt khi trở về. |
| 31 tháng 1 năm 2020     | Nhật Bản         | 149                             |                                                                      | Sân bay quốc tế Thiên Hà Vũ Hán                  | Sân bay Haneda | Chuyến bay thứ ba của Nhật Bản từ Vũ Hán. |
| 31 tháng 1 năm 2020     | Hàn Quốc         | 368                             |                                                                      | Sân bay quốc tế Thiên Hà Vũ Hán                  | Sân bay quốc tế Gimpo | |
| 31 tháng 1 năm 2020     | Anh Quốc         | 110                             | 83 27                                                                | Sân bay quốc tế Thiên Hà Vũ Hán                  | Căn cứ không quân Hoàng gia Brize Norton                                                                                               | Hành khách rời Vũ Hán cùng với các nhân viên quân y từ Anh Quốc và tới khu căn cứ không quân Hoàng gia Brize Norton tại Anh. Các hành khách Anh được cách ly tại một khu vực riêng ở Bệnh viện Arrowe Park trên Bán đảo Wirral; toàn bộ hành khách được xét nghiệm trước và trong chuyến bay, không ai có kết quả dương tính. Các hành khách EU khác được đưa tới Tây Ban Nha từ Brize Norton. Theo kế hoạch thì số người Anh trên chuyến bay phải nhiều hơn (lên tới 150 người), và khởi hành sớm hơn một ngày, nhưng ban đầu Trung Quốc không cho phép, và sau đó những người có hộ chiếu Trung Quốc (bao gồm những trẻ em có cha mẹ người Anh) được thông báo là không được rời đi. Ngay trước khi máy bay khởi hành, quyết định này được rút lại, nhưng những người này không thể đến kịp sân bay mặc dù chuyến bay cũng bị hoãn vài giờ. Chính phủ Anh dự định gửi thêm máy bay nếu cần. |
| 31 tháng 1 năm 2020     | Pháp             | 180                             |                                                                      | Sân bay quốc tế Thiên Hà Vũ Hán                  | Căn cứ không quân Istres-Le Tubé | |
| 31 tháng 1 năm 2020     | Trung Quốc       | 76                              |                                                                      | Sân bay quốc tế Suvarnabhumi                     | Sân bay quốc tế Thiên Hà Vũ Hán | |
| 31 tháng 1 năm 2020     | Trung Quốc       | 124                             |                                                                      | Sân bay quốc tế Kota Kinabalu                    | Sân bay quốc tế Thiên Hà Vũ Hán | |
| 31 tháng 1 năm 2020     | Trung Quốc       | 111                             |                                                                      | Sân bay Haneda                                   | Sân bay quốc tế Thiên Hà Vũ Hán | |
| 31 tháng 1 năm 2020     | Đức              | 124                             |                                                                      | Sân bay quốc tế Thiên Hà Vũ Hán                  | Sân bay quốc tế Frankfurt | Không quân Đức bị từ chối dừng tại Moskva sau khi khởi hành từ Vũ Hán, theo Bộ trưởng Quốc phòng Đức. Ban đầu, máy bay được chấp thuận dừng tại Moskva để nạp nhiên liệu và đổi một vài thành viên phi hành đoàn. Chuyến bay sơ tán 102 công dân Đức và 26 người quốc tịch khách. Máy bay phải dừng tại Helsinki trước khi tới Sân bay quốc tế Frankfurt. Bộ trưởng Y tế Đức cho biết toàn bộ hành khách không có biểu hiện triệu chứng của bệnh. Trên đường tới Vũ Hán, máy bay mang theo 10.000 bộ đồ bảo hộ theo yêu cầu của chính phủ Trung Quốc. Hai hành khách sau đó có kết quả dương tính với virus. |
| 1 tháng 2 năm 2020      | Hàn Quốc         | 333                             |                                                                      | Sân bay quốc tế Thiên Hà Vũ Hán                  | Sân bay quốc tế Gimpo | Chuyến bay thứ hai của Hàn Quốc, vận hành bởi Korean Air. |
| 1 tháng 2 năm 2020      | Sri Lanka        | 33                              |                                                                      | Sân bay quốc tế Thiên Hà Vũ Hán                  | Sân bay quốc tế Mattala Rajapaksa | Chuyến bay đặc biệt của Sri Lankan Airlines bay từ Vũ Hán nhờ sự hợp tác của chính phủ Sri Lanka và các quan chức Trung Quốc. Sau khi hạ cánh, toàn bộ hành khách được cách ly tại một khu riêng biệt ở khu căn cứ quân sự Diyatalawa của Quân đội Sri Lanka. |
| 1 tháng 2 năm 2020      | Ấn Độ            | 324                             |                                                                      | Sân bay quốc tế Thiên Hà Vũ Hán                  | Sân bay quốc tế Indira Gandhi | Đây là chuyến bay sơ tán đầu tiên của Ấn Độ. Trên chuyến bay có 3 trẻ nhỏ, 211 học sinh sinh viên và 110 chuyên gia, đơn vị vận hành là Air India. |
| 1 tháng 2 năm 2020      | Thổ Nhĩ Kỳ       | 42                              | 32 10                                                                | Sân bay quốc tế Thiên Hà Vũ Hán                  | Sân bay quốc tế Esenboğa | Một chiếc máy bay chở hàng đem các dụng cụ y tế tới Trung Quốc trước khi đưa người sơ tán tới Ankara. Toàn bộ hành khách được cách ly tại một bệnh viện cũ ở địa phương. |
| 1 tháng 2 năm 2020      | Jordan           | 71                              | 55 7 3 1                                                             | Sân bay quốc tế Thiên Hà Vũ Hán                  | Sân bay quốc tế Queen Alia | Chuyến bay được vận hành bởi Royal Jordinian, là chuyến bay sơ tán khỏi Vũ Hán đầu tiên do một hãng hàng không quốc gia vận hành. |
| 1 tháng 2 năm 2020      | Mông Cổ          | 31                              |                                                                      | Sân bay quốc tế Thiên Hà Vũ Hán                  | Sân bay quốc tế Thành Cát Tư Hãn | Chuyến bay được vận hành bởi MIAT Mongolian Airlines theo yêu cầu của chính phủ. Hành khách được cách ly tại Trung tâm Bệnh truyền nhiễm Quốc gia. |
| 1 tháng 2 năm 2020      | Myanmar          | 59                              |                                                                      | Sân bay quốc tế Thiên Hà Vũ Hán                  | Sân bay quốc tế Mandalay | Myanmar National Airlines là đơn vị vận hành chuyến bay này. |
| 2020-02-01              | Bangladesh       | 312                             |                                                                      | Sân bay quốc tế Thiên Hà Vũ Hán                  | Sân bay quốc tế Shahjalal | Chính phủ tiến hành sơ tán nhiều người tại Vũ Hán, chủ yếu là các du học sinh, trên một chiếc Boeing 777-300ER thuê của Biman Bangladesh Airlines. Sau khi hạ cánh các hành khách được đưa tới khu cách ly gần sân bay Dhaka trong 14 ngày. 3 có thân nhiệt cao được đưa tới bệnh viện CMH. |
| 1 tháng 2 năm 2020      | Maroc            | 167                             |                                                                      | Sân bay quốc tế Thiên Hà Vũ Hán                  | | Hầu hết là du học sinh và nhân viên đại sứ quán tại Trung Quốc. Hành khách được cách ly 20 ngày thay vì 14 ngày tiêu chuẩn. |
| 1 tháng 2 năm 2020      | Trung Quốc       | 89                              |                                                                      | Sân bay quốc tế Phuket                           | Sân bay quốc tế Thiên Hà Vũ Hán | |
| 2 tháng 2 năm 2020      | Indonesia        | 238                             |                                                                      | Sân bay quốc tế Thiên Hà Vũ Hán                  | Sân bay Hang Nadim | Ngày 29 tháng 1, Không quân Indonesia (TNI-AU) chuẩn bị ba chiếc máy bay – hai chiếc Boeing 737 và một chiếc C-130 Hercules – đóng tại Căn cứ không quân Halim Perdanakusuma, cùng với một tiểu đoàn chuyên gia y tế giúp sơ tán công dân Indonesia khỏi Vũ Hán. Ngày 30 tháng 1, Ngoại trưởng Retno Marsudi thông báo "Tổng thống đã ra chỉ thị ngay lập tức sơ tán công dân Indonesia khỏi tỉnh Hồ Bắc". Khoảng 243 người Indonesia—sau đó được cách ly tại Quần đảo Natuna trong 14 ngày—được lên kế hoạch sơ tán vào ngày 1 tháng 2 năm 2020 và chuyến bay mất khoảng 9 giờ. Chính phủ Indonesia thuê một chiếc A330-300CEO (PK-LDY) của hãng Batik Air thuộc Tập đoàn Lion Air với số hiệu ID-8619 (gồm 18 thành viên phi hành đoàn và 30 nhân viên y tế) để sơ tán khoảng 200 công dân Indonesia khỏi Hồ Bắc, bao gồm cả thành phố Vũ Hán. Trong số 245 người Indonesia tại Vũ Hán, 4 người từ chối rời đi và 3 người không qua được kiểm tra an ninh tại Trung Quốc. 7 người Indonesia ở lại Hồ Bắc tiếp tục được giám sát và liên lạc với đại sứ quán. Trước khi hạ cánh tại Batam, "Tất cả hành khách đều khỏe mạnh theo tiêu chuẩn của Tổ chức Y tế Thế giới". Máy bay từ Vũ Hán hạ cánh tại Sân bay quốc tế Hang Nadim, Batam vào khoảng 8:45 và hành khách được đưa xuống từng người một, mỗi đợt cách nhau một khoảng thời gian dài. Hành khách được kiểm tra, khử trùng và hộ tống bởi các sĩ quan, sau đó được đưa tới Natuna bằng máy bay của TNI-AU, bao gồm một chiếc Boeing 737-200 Advanced (AL-7304) từ Skadron Udara 5, một chiếc Boeing 737-400 (A-7306) từ Skadron Udara 17, và một chiếc Lockheed C-130 (A-1315) từ Skadron Udara 33. Ba máy bay hạ cánh tại Khu căn cứ không quân Raden Sadjad, Ranai. Tuy nhiên, việc đưa công dân Indonesia tới Natuna bị hoãn do người dân trên đảo phản đối vì lo sợ bị nhiễm virus. (xem bên dưới) |
| 2 tháng 2 năm 2020      | Ấn Độ            | 330                             | 323 7                                                                | Sân bay quốc tế Thiên Hà Vũ Hán                  | Sân bay quốc tế Indira Gandhi | Đây là chuyến bay thứ hai của Ấn Độ. Toàn bộ hành khách được cách ly tại Delhi và Manesar, Haryana. |
| 2 tháng 2 năm 2020      | Algérie          | 46+                             | 36 10 Du học sinh không rõ số lượng                                  | Sân bay quốc tế Thiên Hà Vũ Hán                  | | Chuyến bay được vận hành bởi Air Algérie và đồng thời cũng gửi đồ tiếp tế cho Trung Quốc. |
| 2 tháng 2 năm 2020      | Ả Rập Xê Út      | 10                              |                                                                      | Sân bay quốc tế Thiên Hà Vũ Hán                  | Sân bay quốc tế Quốc vương Khalid | Chủ yếu là du học sinh, được vận hành bởi Saudia. |
| 3 tháng 2 năm 2020      | Ý                | 56                              | Ý và Ba Lan                                                          | Sân bay quốc tế Thiên Hà Vũ Hán                  | Căn cứ không quân Pratica di Mare | Chuyến bay sử dụng một chiếc máy bay KC-767 được trang bị đặc biệt. |
| 3 tháng 2 năm 2020      | Pháp             | 254                             |                                                                      | Sân bay quốc tế Thiên Hà Vũ Hán                  | Căn cứ không quân Istres-Le Tubé | Chuyến bay đưa 65 công dân Pháp về nước cùng với 29 người có quốc tịch khác. |
| 3 tháng 2 năm 2020      | Úc               | 243                             |                                                                      | Sân bay quốc tế Thiên Hà Vũ Hán                  | Sân bay Đảo Giáng Sinh | Chuyến bay của Qantas được chính phủ Úc thuê sơ tán khoảng 240 người, trong đó 84 trẻ em và 5 trẻ sơ sinh, về đất liền Úc, sau đó các hành khách lên một chiếc máy bay khách nhỏ hơn về Trại tập trung Đảo Giáng Sinh để cách ly. Chuyến bay trở về đem theo các dụng cụ y tế bao gồm khẩu trang, đồ bảo hộ và găng tay. |
| 3 tháng 2 năm 2020      | Đài Loan         | 247                             |                                                                      | Sân bay quốc tế Thiên Hà Vũ Hán                  | Sân bay quốc tế Đào Viên | Chuyến bay được vận hành bởi China Eastern Airlines |
| 4 tháng 2 năm 2020      | Nga              | 144                             | 128 16 từ các quốc gia hậu Xô viết                                   | Sân bay quốc tế Thiên Hà Vũ Hán                  | Sân bay quốc tế Roshchino | Hai chiếc máy bay quân sự sơ tán công dân tới Tyumen, Siberia để cách ly. |
| 4 tháng 2 năm 2020      | Malaysia         | 107                             |                                                                      | Sân bay quốc tế Thiên Hà Vũ Hán                  | Sân bay quốc tế Kuala Lumpur | Chuyến bay của AirAsia đưa các công dân Malaysia cùng thành viên gia đình trở về nước. |
| 4 tháng 2 năm 2020      | New Zealand      | 190                             | 98 35 17 8 5 4 2 1                                                   | Sân bay quốc tế Thiên Hà Vũ Hán                  | Sân bay Auckland | Chuyến bay của New Zealand Airlines mang số hiệu NZ1942. Ngoại trừ các công dân Úc được đưa trở về nước, những người khác được đưa tới khu căn cứ quân sự Whangaparaoa, cách Auckland 25 km, để cách ly trong hai tuần. |
| 4 tháng 2 năm 2020      | Thái Lan         | 144                             |                                                                      | Sân bay quốc tế Thiên Hà Vũ Hán                  | Sân bay quốc tế U-Tapao | Mặc dù xuất phát từ Sân bay quốc tế Don Mueang ở Bangkok, chuyến bay đưa hành khách trở về một sân bay khác để cách ly tại khu căn cứ hải quân Sattahip gần đó. |
| 4 tháng 2 năm 2020      | Iran             | 84                              |                                                                      | Sân bay quốc tế Thiên Hà Vũ Hán                  | Sân bay quốc tế Imam Khomeini | 59 người Iran, 24 người Syria và một người Liban được sơ tán trên chuyến bay vận hành bởi Mahan Air. |
| 4 tháng 2 năm 2020      | Hoa Kỳ           | 350 (ước tính)                  |                                                                      | Sân bay quốc tế Thiên Hà Vũ Hán                  | Căn cứ không quân Travis Trạm không quân Thủy quân lục chiến Miramar                                                                   | Có hai chuyến bay, một chuyến tới khu căn cứ Travis gần San Francisco, chuyến còn lại nạp nhiên liệu tại đó và tiếp tục tới trạm MCAS Miramar gần San Diego. Hành khách trên cả hai chuyến bay được cách ly 14 ngày. Ngày 10 tháng 2, một hành khách được xác nhận dương tính và trở thành ca thứ 13 tại Hoa Kỳ. |
| 5 tháng 2 năm 2020      | Nga              | 147                             |                                                                      | Sân bay quốc tế Thiên Hà Vũ Hán                  | Sân bay quốc tế Roschino | Hai chiếc Il-76TDs của Không quân Nga sơ tán các công dân được cách ly tại trại cải tạo Tumen. |
| 6 tháng 2 năm 2020      | Canada           | 176                             |                                                                      | Sân bay quốc tế Thiên Hà Vũ Hán                  | Căn cứ quân sự Trenton | Chuyến bay được thực hiện trên một chiếc Airbus A330 (số đăng ký 9H-STY), dừng đổ nhiên liệu tại Sân bay quốc tế Vancouver, và tới khu căn cứ quân sự Trenton gần Toronto. Quarantine was lifted on February 21 and no one was infected. |
| 6 tháng 2 năm 2020      | Hoa Kỳ           | 300 (ước tính)                  | 240 (ước tính) 60+                                                   | Sân bay quốc tế Thiên Hà Vũ Hán                  | Máy bay 1 Sân bay quốc tế Vancouver Trạm không quân Thủy quân lục chiến Miramar Máy bay 2 Căn cứ không quân Lackland Phi trường Eppley | Gồm hai chuyến bay, một chuyến bay dừng lấy nhiên liệu tại Vancouver và đưa công dân Canada về nước. |
| 7 tháng 2 năm 2020      | Nhật Bản         | 198                             |                                                                      | Sân bay quốc tế Thiên Hà Vũ Hán                  | Sân bay Haneda | Chuyến bay thứ tư của Nhật Bản từ Vũ Hán. |
| 7 tháng 2 năm 2020      | Brasil           | 40                              | 34 4 1                                                               | Sân bay quốc tế Thiên Hà Vũ Hán                  | Warszawa Fortaleza | Không quân Brazil sử dụng hai máy bay E-190. Một chuyến bay dừng nạp nhiên liệu tại Las Palmas. Toàn bộ những người không có quốc tịch Brazil xuống máy bay tại Warszawa. |
| 7 tháng 2 năm 2020      | Brunei           | 2                               |                                                                      | Sân bay quốc tế Thiên Hà Vũ Hán                  | Sân bay quốc tế Brunei | Chuyến bay vận hành bởi Royal Brunei Airlines và hạ cánh vào ngày hôm sau. |
| 8 tháng 2 năm 2020      | Trung Quốc       | 61                              |                                                                      | Sân bay quốc tế Ngurah Rai                       | Sân bay quốc tế Thiên Hà Vũ Hán | Một chuyến bay được thuê bởi Tổng Lãnh sự quán Trung Quốc đưa 49 người lớn và 12 trẻ em, tất cả đều có quốc tịch Trung Quốc, từ Sân bay quốc tế Ngurah Rai ở Bali trở về Vũ Hán, tâm dịch COVID-19 tại Trung Quốc. |
| 9 tháng 2 năm 2020      | Philippines      | 30                              |                                                                      | Sân bay quốc tế Thiên Hà Vũ Hán                  | Căn cứ Không quân Clark | |
| 9 tháng 2 năm 2020      | Úc               | 258                             |                                                                      | Sân bay quốc tế Thiên Hà Vũ Hán                  | Sân bay quốc tế Darwin | Vận hành bởi Qantas Airways, với tổng cộng 266 hành khách bao gồm 8 người thuộc các quốc đảo Thái Bình Dương. Tất cả đều được cách ly tại một trại mỏ cũ gần Darwin. |
| 9 tháng 2 năm 2020      | Singapore        | 174                             |                                                                      | Sân bay quốc tế Thiên Hà Vũ Hán                  | Sân bay Changi Singapore | Công dân Singapore được lên một chuyến bay đặc biệt khác của Scoot, mang số hiệu TR5121, trở về nước. Ngày 16 tháng 2, một hành khách được xác định dương tính với virus. Ngày 21 tháng 2, có thêm một hành khách được chẩn đoán nhiễm bệnh. |
| 9 tháng 2 năm 2020      | Anh Quốc         | 200                             | 105 (bao gồm cả người thân) 95 người khác                            | Sân bay quốc tế Thiên Hà Vũ Hán                  | Căn cứ không quân Hoàng gia Brize | Chuyến bay thứ hai của Anh về từ Vũ Hán. |
| 10 tháng 2 năm 2020     | Pháp             | 35                              |                                                                      | Sân bay quốc tế Thiên Hà Vũ Hán                  | Căn cứ không quân Istres-Le Tubé | |
| 10 tháng 2 năm 2020     | Canada           | 185                             |                                                                      | Sân bay quốc tế Thiên Hà Vũ Hán                  | Căn cứ quân sự Trenton | |
| 10 tháng 2 năm 2020     | Việt Nam         | 30                              |                                                                      | Sân bay quốc tế Thiên Hà Vũ Hán                  | Sân bay quốc tế Nội Bài | Chuyến bay về Hà Nội vận hành bởi Vietnam Airlines. |
| 11 tháng 2 năm 2020     | Hàn Quốc         | 140                             |                                                                      | Sân bay quốc tế Thiên Hà Vũ Hán                  | Sân bay quốc tế Gimpo | |
| 16 tháng 2 năm 2020     | Nepal            | 175                             |                                                                      | Sân bay quốc tế Thiên Hà Vũ Hán                  | Sân bay quốc tế Tribhuvan | Chuyến bay tới Kathmandu được vận hành bởi Nepal Airlines. Ban đầu số công dân Nepal được sơ tán là 185, tuy nhiên, 4 người quyết định ở lại và 6 người không được lên máy bay vì lý do y tế. |
| 17 tháng 2 năm 2020     | Nhật Bản         | 65                              |                                                                      | Sân bay quốc tế Thiên Hà Vũ Hán                  | Sân bay Haneda | Chuyến bay thứ năm của Nhật Bản từ Vũ Hán. |
| 17 tháng 2 năm 2020     | Hoa Kỳ           | 380+                            |                                                                      | Sân bay Haneda                                   | Căn cứ không quân Travis Căn cứ không quân Lackland Phi trường Eppley                                                                  | Các hành khách được sơ tán khỏi tàu du lịch Diamond Princess |
| 19 tháng 2 năm 2020     | Hàn Quốc         | 7                               | 6 1 (người thân)                                                     | Sân bay Haneda                                   | Sân bay quốc tế Gimpo | Chuyến bay của Không quân Hàn Quốc sơ tán hành khách trên tàu Diamond Princess |
| 20 tháng 2 năm 2020     | Hồng Kông        | 106                             | 84 18 hành khách có quốc tịch khác, có thể đang cư trú tại Hồng Kông | Sân bay Haneda                                   | Sân bay quốc tế Hồng Kông | Chuyến bay đầu tiên của Hồng Kông sơ tán người trên tàu Diamond Princess. |
| 20 tháng 2 năm 2020     | Úc               | 164                             |                                                                      | Sân bay Haneda                                   | Sân bay quốc tế Darwin | Hai hành khách sau đó được xác định dương tính. |
| 20 tháng 2 năm 2020     | Ukraina          | 72                              | 45 8 5 4 2 1                                                         | Sân bay quốc tế Thiên Hà Vũ Hán                  | Sân bay quốc tế Almaty Sân bay quốc tế Kharkiv                                                                                         | Thêm 3 công dân Ukraina và 1 người nước ngoài khách bị nhà chức trách Trung Quốc từ chối cho lên máy bay vì lý do y tế. Hai công dân Kazakhstan đã rời máy bay khi hạ cánh tại Almaty, Kazakhstan. Số còn lại được đưa tới Sân bay Kharkiv và sau đó về nhà dưỡng bệnh của Vệ binh Quốc gia ở miền Trung Ukraina để cách ly 14 ngày. |
| 21 tháng 2 năm 2020     | Pháp             | 64                              | 28 36 người khác                                                     | Sân bay quốc tế Thiên Hà Vũ Hán                  | Paris（Chưa biết sân bay） | Toàn bộ hành khách được cách ly tại Normandy. |
| 21 tháng 2 năm 2020     | Canada           | 200+                            |                                                                      | Sân bay Haneda                                   | Căn cứ quân sự Trenton | Chuyến bay dành cho các hành khách của tàu Diamond Princess. Sau khi hạ cánh tại Canada, các hành khách được cách ly tại một khách sạn. |
| 21 tháng 2 năm 2020     | Đài Loan         | 19                              |                                                                      | Sân bay Haneda                                   | Sân bay quốc tế Đào Viên | Chuyến bay sơ tán các hành khách của tàu Diamond Princess. |
| 21 tháng 2 năm 2020     | Hồng Kông        | 84                              | 82 2                                                                 | Sân bay Haneda                                   | Sân bay quốc tế Hồng Kông | Chuyến bay thứ hai của Hồng Kông dành cho hành khách tàu Diamond Princess. Các hành khách từ Ma Cao được đưa trở về nhà bằng đường bộ qua Cầu Hồng Kông - Chu Hải - Ma Cao. |
| 22 tháng 2 năm 2020     | Anh Quốc         | 32                              | 30 2                                                                 | Sân bay Haneda                                   | | Chuyến bay đặc biệt cho hành khách tàu Diamond Princess. |
| 23 tháng 2 năm 2020     | Hồng Kông        | 5 (trừ các nhân viên chính phủ) |                                                                      | Sân bay Haneda                                   | Sân bay quốc tế Hồng Kông | Chuyến bay thứ ba của Hồng Kông dành cho hành khách tàu Diamond Princess. |
| 24 tháng 2 năm 2020     | Đài Loan         | 2                               |                                                                      | Sân bay quốc tế Song Lưu Thành Đô                | Sân bay quốc tế Đào Viên | Sơ tán một bệnh nhân máu khó đông cùng mẹ. |
| 26 tháng 2 năm 2020     | Malaysia         | 66                              |                                                                      | Sân bay quốc tế Thiên Hà Vũ Hán                  | Sân bay quốc tế Kuala Lumpur | Chuyến bay thứ hai của Malaysia từ Vũ Hán, vận hành bởi AirAsia. |
| 27 tháng 2 năm 2020     | Ấn Độ            | 111                             | 76 23 6 2 1                                                          | Sân bay quốc tế Thiên Hà Vũ Hán                  | Sân bay quốc tế Indira Gandhi | Đây là chuyến bay sơ tán thứ ba được Ấn Độ cử tới Vũ Hán. Ấn Độ cũng cung cấp 15 tấn dụng cụ y tế bao gồm khẩu trang, găng tay và các đồ dùng khác tới Trung Quốc thông qua cùng chuyến bay của Không quân Ấn Độ. |
| 27 tháng 2 năm 2020     | Ấn Độ            | 124                             | 119 2 1                                                              | Tokyo（Chưa biết sân bay）                       | Sân bay quốc tế Indira Gandhi | Hành khách trên chuyến bay chủ yếu là thành viên làm việc trên tàu Diamond Princess. |
| 27 tháng 2 năm 2020     | Colombia         | 15                              |                                                                      | Sân bay quốc tế Thiên Hà Vũ Hán                  | Military Transport Air Command | Chuyến bay vận hành bởi Không quân Colombia. Sau khi hạ cánh, hành khách được cách ly tại một khu thể thao ở Bogotá. |
| 2 tháng 3 năm 2020      | Thổ Nhĩ Kỳ       | 11                              |                                                                      | Sân bay Istanbul                                 | Sân bay quốc tế Đào Viên | Sau khi một hành khách Israel trên một chuyến bay của Turkish Airlines được phát hiện dương tính, hãng này sắp xếp một chuyến bay đặc biệt đưa một đoàn du lịch Đài Loan trên cùng chuyến bay với hành khách Israel trên trở về nước. |
| 4 tháng 3 năm 2020      | UAE              | 215                             | 58 Số người có quốc tịch thuộc các nước gần kề chưa được công bố     | Sân bay quốc tế Thiên Hà Vũ Hán                  | Sân bay quốc tế Dubai | |
| 4, 5 tháng 3 năm 2020   | Trung Quốc       | 311/309                         |                                                                      | Sân bay quốc tế Imam Khomeini                    | Sân bay quốc tế Trung Xuyên Lan Châu                                                                                                   | Hai chuyến bay, chuyến đầu tiên được vận hành bởi China Southern Airlines, tiến hành sơ tán công dân Trung Quốc về thành phố Lan Châu, tỉnh Cam Túc, phía tây nước này. Một ổ dịch tại tỉnh Cam Túc được cho là có liên quan tới chuyến bay này. |
| 4, 5 tháng 3 năm 2020   | Hồng Kông        | 533                             |                                                                      | Sân bay quốc tế Thiên Hà Vũ Hán                  | Sân bay quốc tế Hồng Kông | Chính phủ Hồng Kông sắp xếp bốn chuyến bay đưa 533 công dân từ Vũ Hán trở về. Sau khi hạ cánh, họ được cách ly tại khu chung cư Tuấn Dương ở Hỏa Thán. |
| 7 tháng 3 năm 2020      | Ma Cao           | 57                              |                                                                      | Sân bay quốc tế Thiên Hà Vũ Hán                  | Sân bay quốc tế Ma Cao | |
| 7 tháng 3 năm 2020      | Philippines      | 167                             |                                                                      | Sân bay quốc tế Ma Cao                           | Sân bay quốc tế Manila | Chuyến bay sơ tán các lao động người Philipines ở nước ngoài trở về. |
| 10 tháng 3 năm 2020     | Ấn Độ            | 58                              |                                                                      | Tehran（Chưa rõ sân bay)                         | Sân bay Hindon | Không quân Ấn Độ dùng một chiếc máy bay vận tải C-17 Globemaster để sơ tán người Ấn Độ hành hương ở Iran. |
| 10, 11 tháng 3 năm 2020 | Đài Loan         | 361                             |                                                                      | Sân bay quốc tế Thiên Hà Vũ Hán                  | Sân bay quốc tế Đào Viên | Sau một số tranh cãi giữa chính quyền Trung Quốc và Đài Loan, hai chuyến bay, một chuyến vận hành bởi China Airlines với 169 hành khách và một chuyển bởi China Eastern Airlines với 192 hành khách, hạ cánh lần lượt lúc 23:00 ngày 10 tháng 3 và 4:00 ngày 11 tháng 3. |
| 11 tháng 3 năm 2020     | Trung Quốc       | 164                             |                                                                      | Sân bay quốc tế Imam Khomeini                    | Sân bay quốc tế Song Lưu Thành Đô | |
| 11 tháng 3 năm 2020     | Ấn Độ            | 83                              | 74 6 3                                                               | Sân bay quốc tế Malpensa                         | Sân bay quốc tế Indira Gandhi | Chuyến bay được vận hành bởi Air India. Toàn bộ hành khách đều là công dân Ấn Độ hoặc là người gốc Ấn. Tất cả đều được cách ly 14 ngày. |
| 13 tháng 3 năm 2020     | Nam Phi          | 114                             |                                                                      | Sân bay quốc tế Thiên Hà Vũ Hán                  | Sân bay quốc tế Polokwane | 114 công dân Nam Phi được sơ tán trên máy bay của South African Airways được chính phủ Nam Phi thuê lại. Các bước kiểm tra y tế được thực hiện trước khi khởi hành, những người biểu hiện triệu chứng không được cho lên máy bay. Các kết quả của các công dân Nam Phi đều cho kết quả âm tính, bao gồm cả phi hành đoàn, nhân viên khách sạn, cảnh sát và binh lính; trước đó họ đã đều được cách ly 21 ngày tại Khu nghỉ dưỡng The Ranch. |
| 14 tháng 3 năm 2020     | Thái Lan         | 89                              |                                                                      | Sân bay quốc tế Leonardo da Vinci                | Sân bay quốc tế U-Tapao | 89 du học sinh và du khách Thái được sơ tán khỏi Ý trên một chuyến bay của Thai Airways được chính phủ Thái Lan sắp xếp. Họ được cách ly 14 ngày tại khu căn cứ hải quân Sattahip. |
| 15 tháng 3 năm 2020     | Ấn Độ            | 218                             |                                                                      | Sân bay quốc tế Malpensa                         | Sân bay quốc tế Indira Gandhi | Air India vận hành chuyến bay này. Hành khách được đưa tới New Delhi và sau đó được chuyển về trại của Cảnh sát biên giới Ấn Độ-Tây Tạng ở khu vực Chhawla để cách ly 14 ngày. |
| 15 tháng 3 năm 2020     | Ấn Độ            | 234                             |                                                                      | （Chưa rõ sân bay）                              | Sân bay quốc tế Chhatrapati Shivaji | 131 du học sinh và 103 người hành hương cùng nhiều người khách được sơ tán khỏi Iran trên một chuyến bay của Mahan Air được Đại sứ quán Ấn Độ sắp xếp. Họ được cách ly 14 ngày tại cơ sở của Quân đội Ấn Độ ở Jaisalmer. |
| 16 tháng 3 năm 2020     | Ấn Độ            | 53                              |                                                                      | Tehran và Shiraz（Chưa rõ sân bay）              | Sân bay Jaisalmer | 52 du học sinh và 1 giáo viên được sơ tán trên chuyến bay của Air India và được cách ly tại Jaisalmer. |
| 19 tháng 3 năm 2020     | Hàn Quốc         | 80                              | 74 6 (người thân của người Hàn Quốc)                                 | Tehran（Chưa rõ sân bay）                        | Sân bay quốc tế Incheon | Hành khách được đưa từ Tehran tới Sân bay quốc tế Al Maktoum tại Dubai, sau đó được chuyển sang một chuyến bay của Asiana về Incheon. |
| 23 tháng 3 năm 2020     | Israel           | 250+                            |                                                                      | Rome và Milan（Chưa rõ sân bay）                 | Sân bay Ben Gurion | Israir vận hành hai chuyến bay từ Ý về Tel Aviv, hầu hết chở các du học sinh. |
| 25 tháng 3 năm 2020     | Hồng Kông        | 500+                            |                                                                      | Sân bay quốc tế Thiên Hà Vũ Hán                  | Sân bay quốc tế Hồng Kông | Tổng cộng bốn chuyến bay được chính phủ thuê để sơ tán các công dân sống ở tỉnh Hồ Bắc ngoài thành phố Vũ Hán. |
| 26 tháng 3 năm 2020     | Israel           | 314+                            |                                                                      | New Delhi                                        | Sân bay Ben Gurion | Air India vận hành một chuyến bay từ New Delhi, Ấn Độ tới Tel Aviv. |
| 29 tháng 3 năm 2020     | Việt Nam         | 238+28                          | 238                                                                  | Sân bay quốc tế Tân Sơn Nhất                     | Sân bay quốc tế Boryspil | VN9061 |
| 29 tháng 3 năm 2020     | Việt Nam         | 60+28                           | 238                                                                  | Sân bay quốc tế Boryspil                         | Sân bay quốc tế Vân Đồn | VN9062. Cả hai chuyến VN9061 và VN9062 đều do VinGroup tài trợ. |

## Tranh cãi và vấn đề

### Địa điểm cách ly
Thủ tướng Úc Scott Morrison thông báo kế hoạch cách ly công dân Úc trở về từ Vũ Hán vào cuối tháng 1 năm 2020, bao gồm cả trẻ em và người già, trong khoảng thời gian 14 ngày trên Đảo Giáng Sinh. Quyết định đưa công dân trở về cách ly tại các cơ sở tập trung từng được dùng để giam giữ người tị nạn đã nhận phải ý kiến chỉ trích. Ngoài ra, chính phủ còn dự định yêu cầu người trở về trả một khoản phí 1.000 AUD, và họ sẽ được đưa về Perth sau khi cách ly rồi tự di chuyển về nhà. Trong một tuyên bố đưa ra cùng ngày, Hiệp hội Y khoa Úc cho biết quyết định giữ công dân Úc tại "một nơi đã từng là địa điểm tập trung nhiều người phải chịu đau đớn về thể xác và tinh thần, không thật sự là một giải pháp phù hợp."
Tại một số nơi, người dân địa phương phản đối quyết định cách ly người trở về tại khu vực của họ. Cư dân Nautana vào đầu tháng 2 năm 2020 lên tiếng phản đối chính phủ Indonesia đưa người sơ tán về đây. Hàng trăm người tham gia biểu tình và đốt lốp xe. Kết quả là cảnh sát và quân đội được điều động để đảm bảo an ninh. Nhằm bảo vệ và đảm bảo sức khỏe cho người dân địa phương, Tổng thống Joko Widodo cho phép Bộ trưởng Y tế Terawan Agus Putranto mở văn phòng tạm thời tại Natuna.
Sau khi Ukraina đón công dân từ Vũ Hán về nước vào ngày 20 tháng 2 năm 2020, các thông tin sai lệch gây ra các cuộc biểu tình phản đối quyết định cách ly các hành khách một ngày sau khi họ trở về; những người biểu tình đã tấn công xe buýt trở các hành khách về nước.

### Thủ tục không chính xác
Một nhân viên của Bộ Y tế và Dịch vụ Nhân sinh Hoa Kỳ cho biết các nhân viên nhận những người Mỹ trở về từ đợt sơ tán đầu tiên không được đào tạo và trang bị đúng cách.